# Kartuzija
Kartuzija [kartuzíja ali kartúzija] je poimenovanje za samostan katoliškega verskega reda kartuzijanov. Ime izhaja iz imena osamljene visokogorske doline Chartreuse v Franciji, v Dofinejskih Alpah, kjer je leta 1085 Sveti Bruno s tovariši dal zgraditi prvo kartuzijo Grande Chartreuse (izg. gránd šartréz), tudi Veliko kartuzijo.

## Kartuzije na ozemlju Slovenije
- Žička kartuzija
- Kartuzija Jurklošter
- Kartuzija Bistra
- Kartuzija Pleterje

Na ozemlju Slovenije je okoli leta 1160 štajerski mejni grof Otokar III. Štajerski (*1129 †1164) ustanovil Žičko kartuzijo, ki jo je z ustanovno listino iz leta 1165  (Štajerski deželni arhiv v Gradcu, listina št. 171), potrdil njegov sin Otokar IV. Štajerski iz rodbine Traungavcev, od leta 1180 štajerski vojvoda Otokar I. (†1192).  Ta je bila devetnajsti samostan tega reda, najstarejša kartuzija v Srednji Evropi in velja za prvo kartuzijo izven Francije in Italije. 
Žički kartuziji je leta 1172 sledila ustanovitev kartuzije v Jurkloštru. Med letoma 1255 in 1260 je bil ustanovljen kartuzijanski samostan Bistra, leta 1407 pa je bila z listino Celjskega grofa Hermana II. ustanovljen še Kartuzijanski samostan Pleterje. Slednji je tudi edina še delujoča skupnost kartuzijanov v Sloveniji. Samostana v Bistri in Žičah sta bila razpuščena leta 1782, z reformami cesarja Jožefa II., kartuzija v Jurkloštru pa je že v 16. stoletju zabredla v težave in bila odvzeta kartuzijanom.